# Escárcega
Escárcega es una ciudad del estado mexicano de Campeche, situada en el centro del estado. Es un importante nudo de comunicaciones, tanto de carreteras como de ferrocarril. Su origen se dio como estación de ferrocarril y campamento de explotación chiclera y de palo de tinte. Es cabecera del Municipio de Escárcega. Se considera lugar de los chicleros además de ser la principal ciudad de paso hacia las capitales del sureste mexicano.

## Historia
El desarrollo de la región donde al día de hoy se asienta la ciudad de Escárcega tuvo como origen la explotación de los recursos naturales de la selva, principalmente el chicle, el caucho y el palo de tinte, todos ellos abundantes en las selvas de Campeche, pero que habían permanecido sin explotar hasta que el desarrollo industrial de finales del siglo XIX y principio del siglo XX lo hicieron económicamente explotable. Debido a ello, el gobierno de Porfirio Díaz otorgó lo que hoy son las tierras donde se encuentra la ciudad a un gran latifundio, propiedad de Joaquín Mucel, quien en varios períodos fue gobernador de Campeche.A través de estos comenzó la explotación de los recursos de la selva.
En 1914, la compañía The Laguna Corporation comenzó a explotar la región y estableció campamentos para los trabajadores que se dedicaban a la recolección del palo de tinte. Uno de ellos fue denominado "Kilómetro 47" y es el origen de la hoy ciudad de Escárcega. Allí se construyó una bodega y la población permanente fue alrededor de 50 habitantes. El desarrollo definitivo para la expansión de la ciudad fue el inicio de la construcción del Ferrocarril del Sureste, que debería de unir los ferrocarriles del estado de Yucatán con Coatzacoalcos, Veracruz, y con lo cual uniría por tierra a la Península de Yucatán con el resto del país por primera vez en la historia, fue de uno de los ingenieros encargados de la construcción del ferrocarril, Francisco Escárcega Márquez, de quien la población tomaría su nombre, debido a que perdió la vida en un accidente de aviación, y en su honor se le dio su nombre a la población de "Kilómetro 47", que para entonces ya se había convertido en un importante punto de la construcción del ferrocarril. Finalmente el 5 de julio de 1939 el presidente Lázaro Cárdenas del Río creó el Ejido Francisco Escárcega, quedando con ello definitivamente asentada la población.
En 1956 el Congreso de Campeche la elevó a la categoría de Villa y de Sección Municipal del municipio del Carmen, y el 19 de julio de 1990 fue creado el municipio de Escárcega, estableciéndose la cabecera municipal es la ciudad de Escárcega.

## Leyendas
La antigua leyenda de la bruja del morro consiste en que una anciana pedía posada pero misteriosamente los dueños del hogar desaparecían, de ahí que todos empezaron a tenerle miedo y decidieron emboscarla invitándola a un hogar; la bruja estaba a punto de asesinar a los propietarios de aquel lugar, pero enseguida la agarraron entre varios y la encerraron en una cueva junto al mar, actualmente se dice que en las noches cuando la marea baja, se pueden escuchar los gritos de aquel monstruo, y se cree que algún día se librará de esas cadenas.

## Nudo Carretero
En la actualidad, Escárcega es una población cuyo principal fuente de desarrollo es: ser un importante nudo de comunicaciones pues, en ella se unen la Carretera Federal 186 proveniente de Villahermosa, Tabasco, la cual continúa hacia el este hasta Chetumal, Quintana Roo; y la Carretera Federal 261 que continúa hacia el norte, comunicándolo con Champotón, Campeche y Mérida, Yucatán.

## Nudo Ferroviario
Actualmente, y derivado del proyecto  del Tren Maya, la ciudad tiene un rápido crecimiento económico, ya que grandes empresas privadas han comenzado a realizar inversiones en la ciudad. 
La Estación del Tren Maya va a ser el punto donde van a converger las rutas del tren tanto de los que van hacia 
- Yucatán (Línea Escárcega-Calkiní), como los que van a
- Quintana Roo (Chetumal-Escárcega) y a
- Tabasco (Línea Palenque-Escárcega).